# Odds þáttur Ófeigssonar

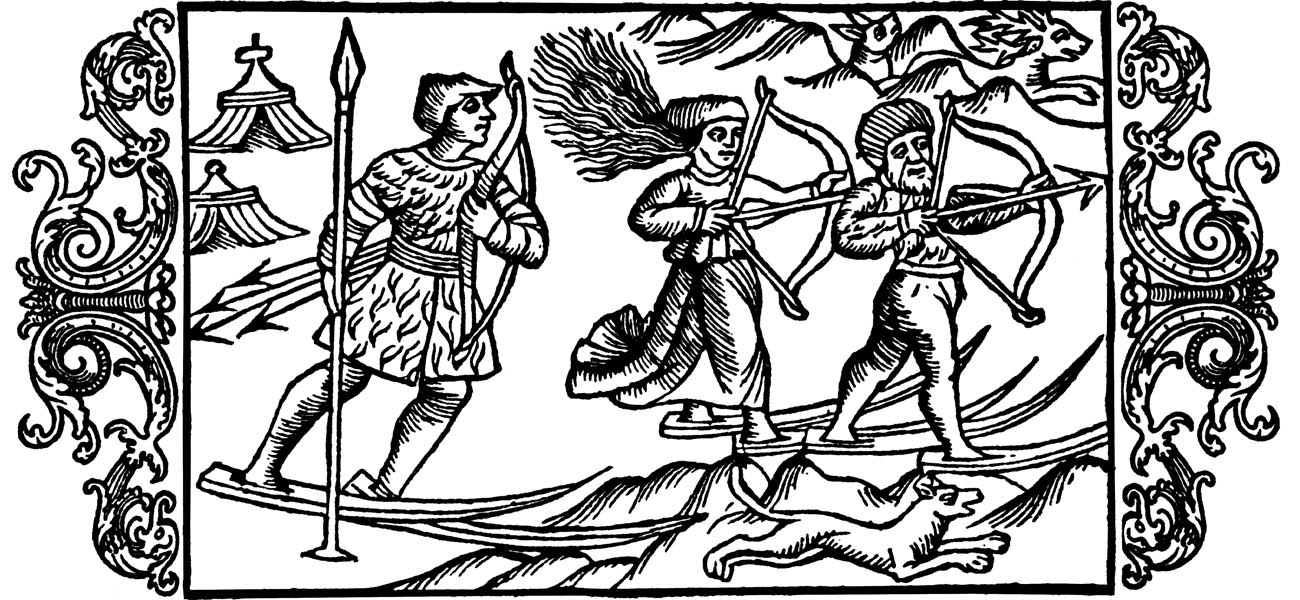
Samer återgivna i Olaus Magnus verk Historia om de nordiska folken.

Odds þáttur Ófeigssonar (på fornnordiska Odds þáttr Ófeigssonar) är en isländsk tåt eller kortsaga som utspelar sig i Norge på mitten av 1000-talet.

## Handling

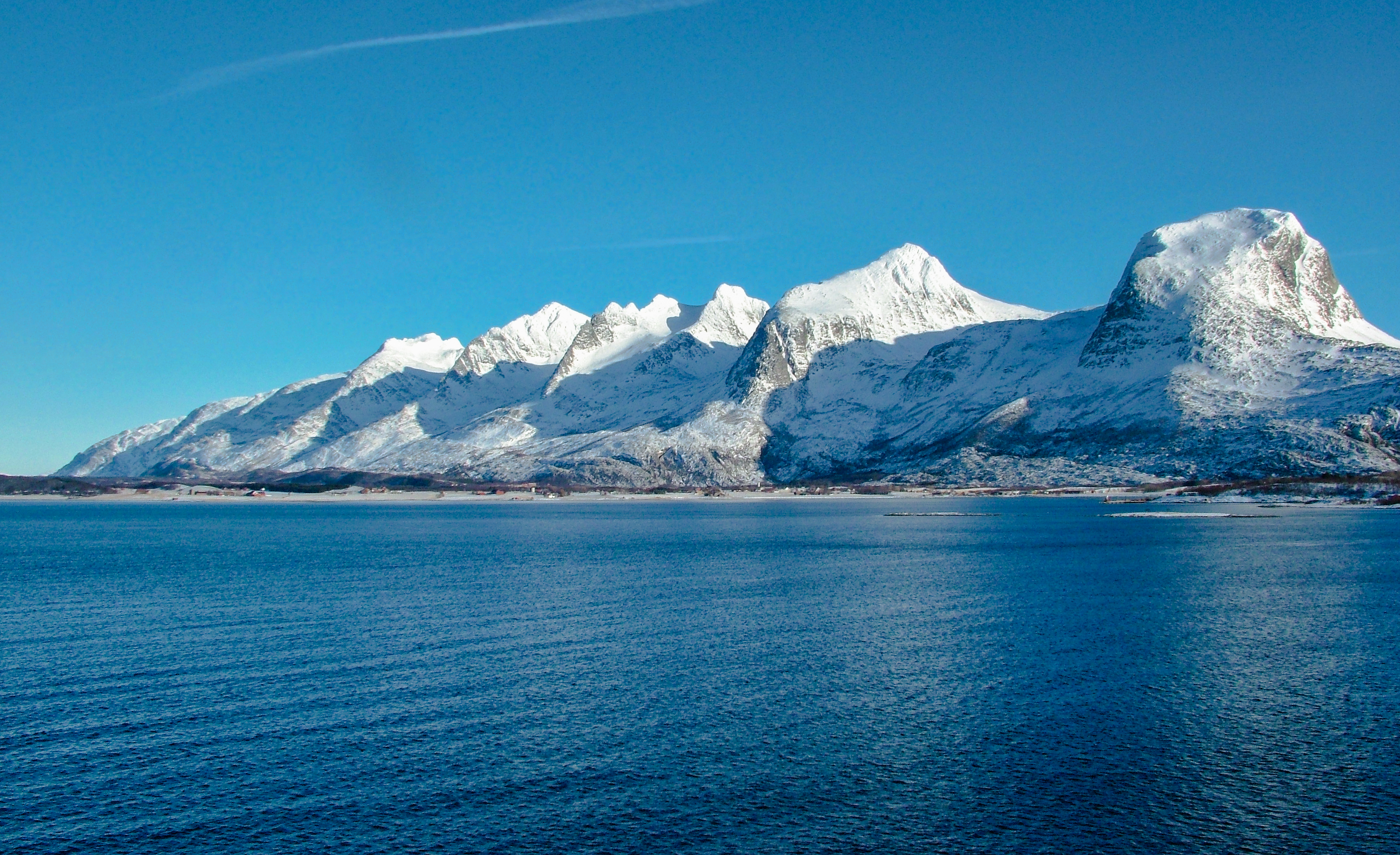
Landskap runt ön Tjøtta som nämns i tåten.

Berättelsen handlar om Oddur Ófeigsson som under en sjöfärd från Island av misstag hamnar i Finnmarken där hans besättningsmän inleder olaglig handel med samer. På väg söderut, när de seglat förbi ön Tjøtta, kommer den norske kungen Harald Hårdråde och hans skatteindrivare ikapp dem. Oddur försöker då dölja de skattepliktiga varorna för kungen. Det lyckas han också med tack vare olika lister och hjälp från Tore Hunds släkting Torstein, som var i tjänst hos kung Harald men som även var en god vän till Oddur.

## Handskrifter, utgåvor och översättningar
Tåten finns bevarad i bland annat Flateyjarbók och Morkinskinna, och texten finns utgiven i band 8 av Guðni Jónssons Íslendinga sögur (1947) och i band 9 av Hið íslenzka fornritafélags serie Íslenzk fornrit (1957, red. Jónas Kristjánsson). Till svenska har sagan översatts av Hjalmar Alving (1945, Odd Ofeigssons finnmarksfärd) och Åke Ohlmarks (1963, Odd Ofeigssons finnmarkssaga) och Joakim Lilljegren (2014, Tåten om Odd Ófeigsson). Tåten har också översatts till åtminstone sju andra språk, bland annat till lulesamiska. Därmed är Odds þáttur Ófeigssonar förmodligen det enda stycket ur den isländska medeltidslitteraturen som översatts till ett samiskt språk.